# Teddy Bowen
Teddy Bowen, all'anagrafe Samuel Edward Bowen (Hednesford, 17 novembre 1903 – Stafford, 4 marzo 1981), è stato un calciatore inglese, di ruolo difensore.

## Carriera
Ha collezionato 203 presenze con la maglia dell'Aston Villa.